# Livia de Bethune
 (avril 2021).
 (avril 2021).
 (avril 2021).
La mise en forme du texte ne suit pas les recommandations de Wikipédia : il faut le « wikifier ».
Les points d'amélioration suivants sont les cas les plus fréquents :
- Les titres sont pré-formatés par le logiciel. Ils ne sont ni en capitales, ni en gras.
- Le texte ne doit pas être écrit en capitales (les noms de famille non plus), ni en gras, ni en italique, ni en « petit »…
- Le gras n'est utilisé que pour surligner le titre de l'article dans l'introduction, une seule fois.
- L'italique est rarement utilisé : mots en langue étrangère, titres d'œuvres, noms de bateaux, etc.
- Les citations ne sont pas en italique mais en corps de texte normal. Elles sont entourées par des guillemets français : « et ».
- Les listes à puces sont à éviter, des paragraphes rédigés étant largement préférés. Les tableaux sont à réserver à la présentation de données structurées (résultats, etc.).
- Les appels de note de bas de page (petits chiffres en exposant, introduits par l'outil «  Source ») sont à placer entre la fin de phrase et le point final[comme ça].
- Les liens internes (vers d'autres articles de Wikipédia) sont à choisir avec parcimonie. Créez des liens vers des articles approfondissant le sujet. Les termes génériques sans rapport avec le sujet sont à éviter, ainsi que les répétitions de liens vers un même terme.
- Les liens externes sont à placer uniquement dans une section « Liens externes », à la fin de l'article. Ces liens sont à choisir avec parcimonie suivant les règles définies. Si un lien sert de source à l'article, son insertion dans le texte est à faire par les notes de bas de page.
- La présentation des références doit suivre les conventions bibliographiques. Il est recommandé d'utiliser les modèles {{Ouvrage}}, {{Chapitre}}, {{Article}}, {{Lien web}} et/ou {{Bibliographie}}. Le mode d'édition visuel peut mettre en forme automatiquement les références.
- Insérer une infobox (cadre d'informations à droite) n'est pas obligatoire pour parachever la mise en page.

Pour une aide détaillée, merci de consulter Aide:Wikification.
Si vous pensez que ces points ont été résolus, vous pouvez retirer ce bandeau et améliorer la mise en forme d'un autre article.
Pour les articles homonymes, voir Bethune.
Livia de Bethune (née en 1963) est une architecte, urbaniste et conférencière belge.

## Biographie
Après avoir obtenu son diplôme d'architecte à Sint-Lucas (KU Leuven), Livia de Bethune a poursuivi ses études de conservation et de restauration au Centre International de Conservation Raymond Lemaire.
En 1993, elle part à Barcelone pendant un an pour suivre un diplôme de troisième cycle en urbanisme et construction à l'Université polytechnique de Catalogne (UPC) sous la direction de son mentor Manuel de Sola-Morales.
Elle obtiendra son post-graduat en 1994.
De retour en Belgique, De Bethune est devenue maître de conférences à la Faculté d'architecture et d'urbanisme Sint-Lucas à Gand en 1994, où elle est toujours active en tant que conférencière.
Entre 2005 et 2010, en plus de son poste à Gand, Livia De Bethune a également été active en tant que conférencière à l'Institut d'urbanisme et de rénovation (ISURU) à Bruxelles.
Elle a commencé à travailler en 1994 pour le cabinet d'architecture SumProject, dont elle a été associée de 2009 à 2015. Elle occupera le poste d'architecte et d'urban designer pendant 21 ans. En 2015, elle quittera SumProject pour devenir associée du cabinet Multiple à Bruxelles en 2016.
Livia de Bethune poursuit son activité de conférencière encore en 2021, et ce depuis 1994 à la Faculté d'Architecture de Louvain, où elle enseigne également.

## Vision sur l'architecture et le design urbain
Son objectif est de créer un espace public pouvant desservir tout groupe de la population et accessible à tous.
Dans ses créations, elle essaie de proposer une solution aux problèmes de mobilité et d' environnement, ainsi qu'aux problèmes sociaux auxquels les villes doivent faire face. De plus, l'espace public doit rassembler les gens et c'est un maillon important dans les villes qu'il faut aujourd'hui planifier de manière intelligente.
Elle perçoit l'urbaniste comme quelqu'un qui doit écouter et collaborer avec les habitants. De plus, elle estime que l'urbaniste doit assumer un rôle conceptuel et technique majeur avec lequel les espaces peuvent être conçus pour pouvoir vivre.
Dans un podcast de la radio néerlandophone Klara, Livia de Bethune dit : "Le monde de demain se dessine aujourd'hui. Les concepts semblent d'abord utopiques et quelques années plus tard, ils sont considérés comme évidents." Cette discussion s'appuie sur sa vision utopiste de la ville : de nouvelles formes d'habitats et une multiplication de pistes cyclables et d'espaces verts. "Enlevez les pavés pour planter des arbres, créez des potagers sur les toits, ou créez des espaces partagés où les gens peuvent se rencontrer." rajoute-t-elle. Habitant la région bruxelloise, cette belge est proche de sa ville et veut contribuer au développement urbain de la capitale, en invitant les concitoyens à participer aux projets.
Dans une vidéo, elle compare d'un point de vue urbanistique les villes de Dubaï et Bruxelles. Dans une autre vidéo, elle évoquera la mobilité dans les quartiers de La Bourse et de De Brouckère à Bruxelles.
La volonté de pérenniser et de développer la végétation dans la ville est une constante que Livia de Bethune continue d'appliquer dans son travail. Avec son équipe, ils complètent le paysage urbain par des espaces publics accessibles avec des matériaux durables et locaux.
Dans une interview accordée au journal De Standaard, Livia de Bethune explique l'importance du passé historique de Bruxelles dans le nouveau développement de la capitale. Elle encourage à communiquer efficacement ensemble lors de chantiers, afin de limiter les possibles désagréments.

## Multiple
Le 26 septembre 2016, elle a changé, avec Abdelmajid Boulaioun, le nom de l'ancienne ARJM Architecture sprl en Multiple Architecture-Urbanism sprl. Multiple essaie, comme son nom l'indique, à rechercher les différentes solutions, dans ses conceptions, que les espaces publics ont à offrir. De plus, ils supposent que l'espace public qu'ils conçoivent doit s'adapter à plusieurs usages.
Multiple travaille principalement à Bruxelles, mais a également réalisé de nombreux autres projets en Flandre, en Wallonie et en France : Le Touquet-Paris-Plage, Oudenaarde, Amiens, Étaples,,

## Activité

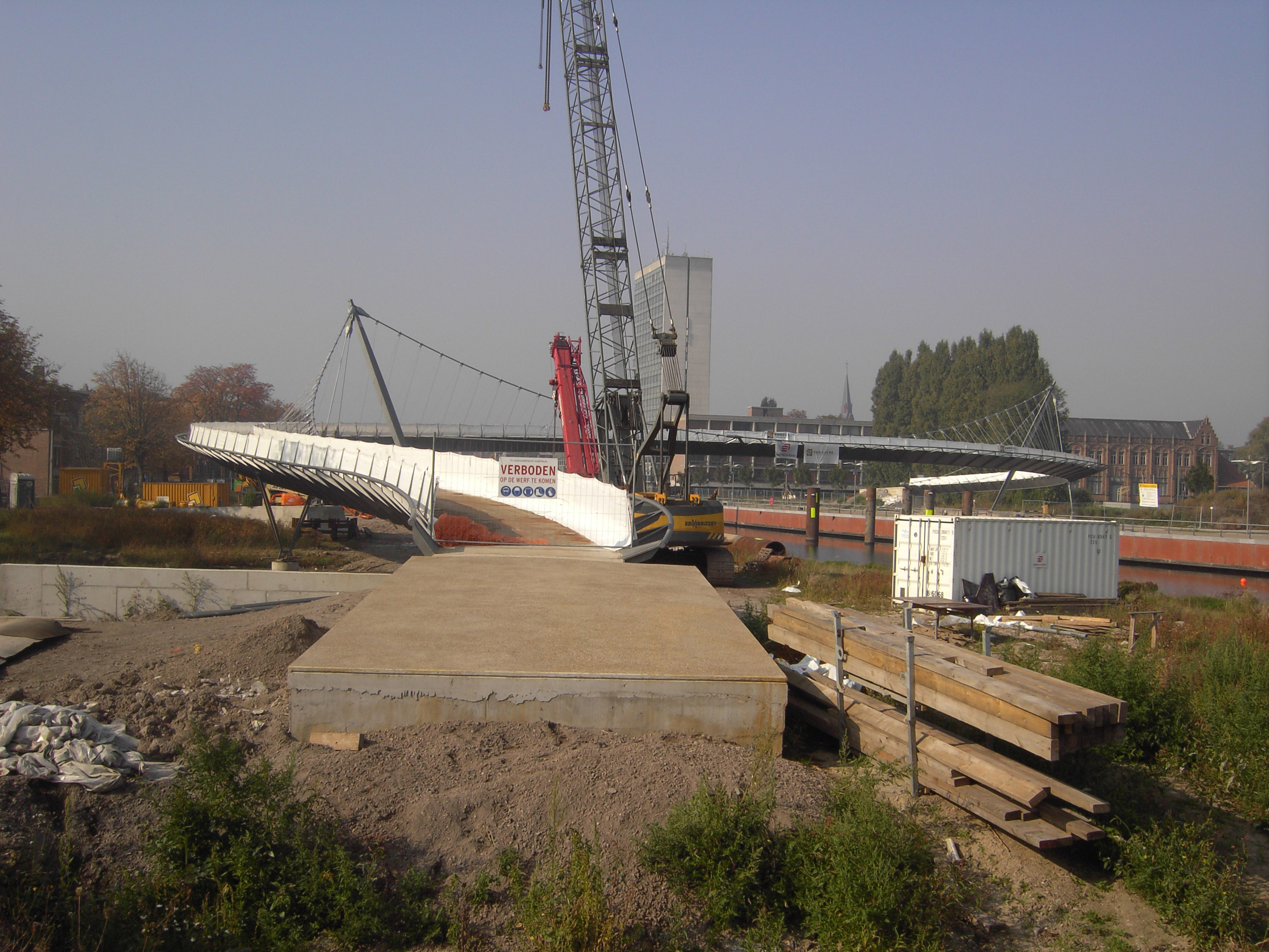
Le Collegebrug sur la Lys en devenir

### Albertpark et Collegebrug à Courtrai
Au cours de sa carrière chez SumProject, de Bethune a été responsable, entre autres, du développement et de la réalisation de l' Albert Park et du Collegebrug à Courtrai,.
Ce projet, métamorphose de tout le centre-ville de Courtrai, découle d'accords européens visant à proposer la navigation intérieure comme alternative au trafic routier. Pour cela, la liaison Seine-Escaut était nécessaire et la Lys a été par conséquent redressée et élargie. En plus de la nature d'origine hydraulique de ce projet, une partie de l'espace public a également été réaménagée, assurant l'uniformité du paysage urbain et dans celui-ci.
Sous la direction de De Béthune, SumProject était responsable du concept et de la coordination du réaménagement de l'espace public entre Albert Park et Budastraat. Ils se sont concentré·e·s sur l'élaboration d'un plan directeur, la vision de planification, les chantiers et les ponts. L'Albert Park a été conçu de telle sorte qu'il a acquis un caractère unique, basé sur le relief naturellement fluide de la vallée, en relation avec le tissu urbain. Par ailleurs, le concept du Collegebrug, la nouvelle liaison cyclable et piétonne entre le Diksmuidekaai et l'IJzerkaai, a également été l'œuvre de SumProject en collaboration avec Laurent Ney.

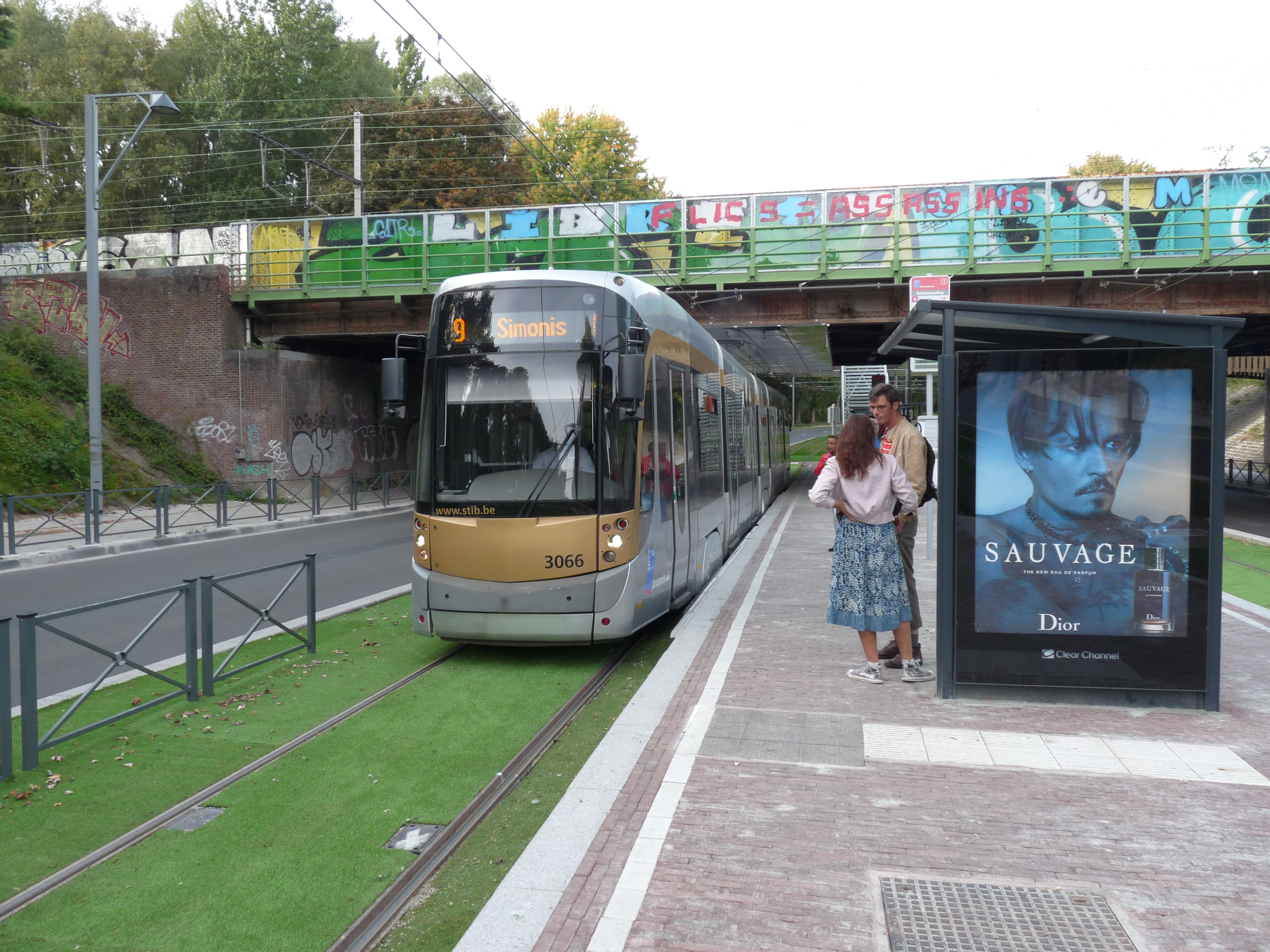
Tram 9 direction Simonis à l'arrêt Tentoonstelling

Le tram 9 est le projet d'une nouvelle ligne de tramway à Bruxelles, de Simonis à la haute Jette . Les clients de ce projet étaient la Région de Bruxelles-Capitale et Mobility Brussels. Livia de Bethune a travaillé sur le projet à la fois avec SumProject et plus tard avec Multiple. Le tram 9 relie le centre commercial de Jette, les écoles, le quartier modèle et l'UZ-VUB (il sera ultérieurement prolongé jusqu'au plateau du Heysel).
Dans le projet, les avenues et les places adjacentes ont subi une transformation. Le parcours s'est verdi et les arrêts sont devenus des lieux de rencontre. La Spiegelplein, qui est adjacente au tram 9, a également été repensée. Un parking souterrain de 199 véhicules a été créé, libérant de l'espace sur la place pour un espace de réunion ouvert. Le projet tram 9 a été nommé pour le prix de l'espace public 2020.
Au départ, les habitants de Jette n'étaient pas très enthousiasmés par le projet. Grâce à un processus de participation avec les différents quartiers et riverains, un projet soutenu a été créé, auquel les gens peuvent s'identifier.
Le processus de participation a montré que le quartier considérait qu'il était très important que les platanes du Jetselaan soient préservés. Livia de Bethune et son équipe ont également considéré qu'il était très important de préserver ces arbres. Après des recherches et le soutien d'experts, ils ont réussi à préserver ces platanes.

## Projets
| Point final  | Nom                           | Lieu                        | Bureau     | Description                                                          | La coopération                                                |
| ------------ | ----------------------------- | --------------------------- | ---------- | -------------------------------------------------------------------- | ------------------------------------------------------------- |
|              | Boulevards centraux           | Bruxelles (BE)              | SumProject | Comprend Place De Brouckere, Beursplein, Fontainasplein, Anspachlaan | Groupe B                                                      |
| 2002-2010    | Albert Park et College Bridge | Courtrai (BE)               | SumProject | Environs de la Lys                                                   | Dirk Vandekerkhove                                            |
| 2009 à 2018  | Tram 9,                       | Bruxelles (BE)              | SumProject | Ligne de tramway avec l'espace public adjacent à Jette               | Grontmij, ARJM, Sweco                                         |
| 2015-présent | Marina                        | Nieuport (BE)               | SumProject | Plan qualité visuelle                                                | Urhann, ARJM, MYC                                             |
|              | Secteur central Saint-omer    | Saint-Omer (FR)             | SumProject | Masterplan par SumResearch                                           | SumProject                                                    |
| 2016 - 2017  | Parc Browning                 | Herstal (BE)                | Multiple   | Parc public                                                          | ARCADIS                                                       |
| 2016-présent | Parc d'art et de soins        | Brasschaat et Kapellen (BE) | Multiple   |                                                                      | Lindbergh Consult, Emmanuel Plavsic - avocat, Arcadis Belgium |
| 2016-présent | Bords de la Somme             | Amiens (FR)                 | Multiple   |                                                                      | JNC, EGIS, V2R                                                |